# Sari Gilman
Sari Gilman (* 1969) ist eine US-amerikanische Dokumentarfilmerin und Filmeditorin. 

## Leben
Gilman studierte Fotografie am College der Brown University und entwickelte durch ein Oral-History-Projekt für ihre Abschlussarbeit ein Interesse am Film. Nach dem Abschluss 1991 arbeitete sie einige Jahre für eine Software-Firma, bevor sie nach San Francisco zog und begann, freischaffend als Assistentin im Bereich des Filmschnitts zu arbeiten. Es folgten Anstellungen als verantwortliche Filmeditorin. Daneben produzierte Gilman einige Dokumentationen für Radiosender. Einen ersten Erfolg als Editorin hatte sie 2002 mit dem mehrfach ausgezeichneten Dokumentarfilm Blue Vinyl. Im Jahr 2007 wirkte sie an der Dokumentation Ghosts of Abu Ghraib mit, für die sie eine Nominierung für den Emmy in der Kategorie „Bester Schnitt einer nicht-fiktionalen Sendung“ (Outstanding Picture Editing for a Non-Fiction Programming) erhielt. 2012 übernahm Gilman erstmals Regie und Produktion eines Dokumentarfilms. Der von Gilmans Großmutter inspirierte Film Kings Point über fünf Senioren, die in Florida in einer „Rentnersiedlung“ leben, wurde 2013 für einen Academy Award als „Bester Dokumentar-Kurzfilm“ nominiert.
2018 wurde sie für ihr Wirken im Dokumentarfilmbereich in die Academy of Motion Picture Arts and Sciences berufen, die jährlich die Oscars vergibt.

## Filmografie (Auswahl)

### Als Editorin
- 2000: Pleasures of Urban Decay
- 2002: Blue Vinyl
- 2002: Prom Night in Kansas City
- 2003: Beauty in a Jar
- 2005–2009: The American Experience (Fernsehdokumentationsreihe, fünf Folgen)
- 2007: Ghosts of Abu Ghraib
- 2010: No Woman, No Cry
- 2010: The Fence
- 2013: The Campaign

### Als Regisseurin und Produzentin
- 2012: Kings Point

## Nominierungen
- Primetime-Emmy-Verleihung 2007: Nominierung in der Kategorie „Bester Schnitt einer nicht-fiktionalen Sendung“
- International Documentary Award 2012: Nominierung in der Kategorie „Bester Kurzfilm“
- Oscarverleihung 2013: Nominierung in der Kategorie „Bester Dokumentar-Kurzfilm“